# Kernersee
Der Kernersee im südlichen Sachsen-Anhalt ist einer der Mansfelder Seen südöstlich von Eisleben, im heutigen Landkreis Mansfeld-Südharz in Sachsen-Anhalt und die größte noch bestehende Wasserfläche des im 19. Jahrhundert trockengelegten Salzigen Sees.
Der größte Zufluss des Kernersees ist die Böse Sieben. Der Abfluss über die Böse Sieben wird durch ein Pumpwerk am südöstlichen Ende des Sees bewerkstelligt. Wenige Meter östlich und höher gelegen bilden ab dem Zusammenfluss der Bösen Sieben und der Weida die Salza.
Am östlichen Seeufer befindet sich eine Kläranlage.
Der Kernersee entstand, zusammen mit dem etwa einen Kilometer westlich liegenden Bindersee, nach dem weitgehenden Trockenlegen des Salzigen Sees 1892 bis 1894.